# Акназаров, Огоназар Акназарович
Огоназар Акназаров (Оғоназар Ақназаров) — таджикистанский учёный-биолог, академик АН РТ (07.02.2008).

## Биография
Родился 21.02.1940 в кишлаке Манем Шугнанского района Горно-Бадахшанской АО Таджикской ССР.
Окончил среднюю школу № 20 Шугнанского района (1957) и агрономический факультет Таджикского сельскохозяйственного института (Душанбе) (1962). По направлению работал в Ишкашимском районе ГБАО в опытно-производственном хозяйстве.
С 1966 по 1969 год аспирант Академии наук Таджикской ССР.
С 1966 по 2014 год в Памирском биологическом институте:
- 1969—1976 младший научный сотрудник,
- 1976—1977 учёный секретарь,
- 1977—1981 и 1988—1996 заместитель директора по научной работе,
- 1981—1988 и 1996—2014 директор института.

Также с 1977 по 2012 год заведующий лабораторией экспериментальной экологии растений института.
В 1996-2014 годах председатель Памирского филиала Академии наук Республики Таджикистан. 
С 2014 года главный научный сотрудник Института ботаники, физиологии и генетики растений АН РТ.
По совместительству с 1993 по 1995 год профессор кафедры общей биологии Хорогского государственного университета им. М.Назаршоева.
Основные направления научной деятельности: экологическая физиология растений; защита и рациональное использование растительных ресурсов горных регионов.
Кандидатская диссертация (1976) — «Активность эндогенных регуляторов роста у растений высокогорий Памира». Докторская диссертация (1991) — «Действие ультрафиолетовой радиации на рост, морфогенез и уровень гормонов высокогорных растений».
В 1997 году избран членом-корреспондентом, в 2008 году — академиком Академии наук Республики Таджикистан. С 2005 по 2010 год член Президиума Академии.
Лауреат премии Академии наук Республики Таджикистан имени академика Е. Н Павловского за цикл работ « Действие ультрафиолетовой радиации на ростовые процессы и анатомию листа растений».
Соавтор четырёх монографий:
- Акназаров О. А., Худжаназарова Г. С. «Действие УФ-радиации на ростовые процессы и анатомию листа высокогорных растений». Душанбе: изд-во «Дониш», 2004,168с.
- Шомансуров С., Акназаров О, А. «Экологические условия Памира и жизнедеятельности растений». Душанбе: изд-во «Дониш» 2005,165с.
- Фелалиев А., Акназаров О. А. «Физиология и биохимия плодовых культур Западного Памира» . Душанбе: изд-во «Графика»,2005,189с.
- Акназаров О. А., Мельничков Д. Г."Экотуризм на Памире проблемы и перспективы" Душанбе: изд-во «Дониш»,2006, 170с